# Masahiro Koishikawa
Pour les articles homonymes, voir Masahiro.
Masahiro Koishikawa (小石川正弘, Koishikawa Masahiro), est un astronome japonais né en 1952, à Sendai, au Japon, et mort le 26 août 2020 dans la même ville. D'après le Centre des planètes mineures, il a découvert dix-neuf astéroïdes entre 1987 et 1995.
L'astéroïde (6097) Koishikawa a été nommé en son honneur.
| (3994) Ayashi        | 2 décembre 1988  |
| (4292) Aoba          | 4 novembre 1989  |
| (4407) Taihaku       | 13 octobre 1988  |
| (4539) Miyagino      | 8 novembre 1988  |
| (4871) Riverside     | 24 novembre 1989 |
| (5128) Wakabayashi   | 30 mars 1989     |
| (5751) Zao           | 5 janvier 1992   |
| (6089) Izumi         | 5 janvier 1989   |
| (6190) Rennes        | 8 octobre 1989   |
| (6349) Acapulco      | 8 février 1995   |
| (6859) Datemasamune  | 13 février 1991  |
| (7485) Changchun     | 4 décembre 1994  |
| (7816) Hanoï         | 18 décembre 1987 |
| (8084) Dallas        | 6 février 1989   |
| (10500) Nishi-koen   | 3 avril 1987     |
| (11514) Tsunenaga    | 13 février 1991  |
| (12252) Gwangju      | 8 novembre 1988  |
| (14032) Mego         | 4 décembre 1994  |
| (30963) Mount Banzan | 29 novembre 1994 |